# Drezdenko (gmina)
Pour les articles homonymes, voir Drezdenko.
Drezdenko est une gmina urbaine-rurale (gmina miejsko-wiejska) ou mixte de la powiat de Strzelce-Drezdenko, dans la Voïvodie de Lubusz, dans l'ouest de la Pologne.
Son siège administratif (chef-lieu) est la ville de Drezdenko, qui se situe environ 21 kilomètres à l'est de Strzelce Krajeńskie (siège de la powiat) et 41 kilomètres à l'est de Gorzów Wielkopolski (capitale de la voïvodie).
La gmina couvre une superficie de 399,9 km2 pour une population de 17 184 habitants en 2006 avec une population pour la ville de Drezdenko de 10 332 habitants et pour la partie rurale de 6 852 habitants.

## Histoire
De 1975 à 1998, la gmina est attachée administrativement à la voïvodie de Gorzów.

Depuis 1999, elle fait partie de la voïvodie de Lubusz.

## Géographie
Hormis la ville de Drezdenko, la gmina inclut les villages et localités de :

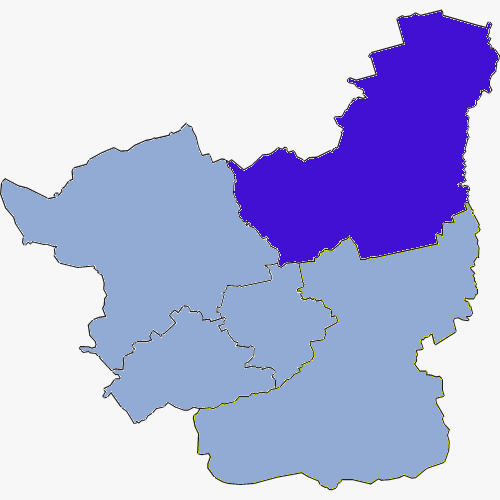
Plan de la gmina

- Bagniewo
- Czartowo
- Drawiny
- Duraczewo
- Górzyska
- Gościm
- Goszczanowiec
- Goszczanówko
- Goszczanowo
- Grotów
- Hutniki
- Jeleń
- Karwin
- Kijów
- Klesno
- Kosin
- Lipno
- Lipowo
- Lubiatów
- Lubiewo
- Marzenin
- Modropole
- Niegosław
- Osów
- Przeborowo
- Rąpin
- Stare Bielice
- Trzebicz
- Trzebicz Nowy
- Trzebicz-Młyn
- Tuczępy
- Zagórze
- Zielątkowo

### Gminy voisines
La gmina de Drezdenko est voisine des gminy suivantes :
- Dobiegniew
- Drawsko
- Krzyż Wielkopolski
- Międzychód
- Santok
- Sieraków
- Skwierzyna
- Stare Kurowo
- Zwierzyn

## Structure du terrain
D'après les données de 2002, la superficie de la commune de Drezdenko est de 399,9 kilomètres carrés, répartis comme telle :
- terres agricoles : 25 %
- forêts : 66 %

La commune représente 32,04 % de la superficie du powiat.

## Démographie
Données du 30 juin 2004:
| Description        | Total  | Total | Femmes | Femmes | Hommes | Hommes |
| ------------------ | ------ | ----- | ------ | ------ | ------ | ------ |
| Unité              | Nombre | %     | Nombre | %      | Nombre | %      |
| Population         | 17 296 | 100   | 8 848  | 51,2   | 8 448  | 48,8   |
| Densité (hab./km²) | 43,3   | 43,3  | 22,1   | 22,1   | 21,1   | 21,1   |